# Bešiansky polder
Bešiansky polder je chráněný areál v oblasti Latorica.
Nachází se v katastrálním území obce Beša v okrese Michalovce v Košickém kraji. Území bylo vyhlášeno či novelizováno v roce 2010 na rozloze 2,7400 ha. Ochranné pásmo nebylo stanoveno.